# دورين بورتر
دورين بورتر (بالإنجليزية: Doreen Porter) هي عداءة سريعة نيوزيلندية، ولدت في 21 يوليو 1941 في أوكلاند في نيوزيلندا.

## وصلات خارجية
- دورين بورتر على موقع أوليمبيديا (الإنجليزية)
- دورين بورتر على موقع اتحاد ألعاب الكومنولث (مؤرشف) (الإنجليزية)